# BVV in het seizoen 1961/62
Het seizoen 1961/1962 was het achtste jaar in het bestaan van de Bossche betaaldvoetbalclub BVV. De club kwam uit in de Eerste divisie A en eindigde daarin op de 15e plaats, dit betekende dat de club rechtstreeks degradeerde naar de Tweede divisie. Tevens deed de club mee aan het toernooi om de KNVB Beker, hierin werd in de tweede ronde verloren van HVC (1–2).

## Wedstrijdstatistieken

### Eerste divisie A
|       | AGOVV | Alkmaar '54 | D.F.C. | DHC   | Eindhoven | Fortuna | Go Ahead | 't Gooi | Haarlem | Helmond | KFC   | Leeuwarden | Sittardia | Stormvogels | SVV   | Veendam | Vitesse |
| ----- | ----- | ----------- | ------ | ----- | --------- | ------- | -------- | ------- | ------- | ------- | ----- | ---------- | --------- | ----------- | ----- | ------- | ------- |
| Thuis | 0 – 4 | 1 – 1       | 2 – 1  | 1 – 3 | 4 – 1     | 2 – 2   | 3 – 3    | 2 – 3   | 2 – 1   | 5 – 1   | 2 – 2 | 2 – 3      | 3 – 1     | 1 – 3       | 3 – 1 | 1 – 1   | 2 – 0   |
| Uit   | 3 – 1 | 2 – 3       | 2 – 0  | 2 – 0 | 3 – 0     | 1 – 0   | 2 – 1    | 2 – 1   | 0 – 1   | 1 – 0   | 2 – 0 | 5 – 0      | 1 – 0     | 0 – 1       | 2 – 0 | 2 – 1   | 2 – 1   |

### KNVB beker
| 2e ronde                                   | HVC                         | 2 – 1 (1 – 1) | BVV          |
| 31 maart 1962 Plaats: Amersfoort Birkhoven | Siem Sleeking Henk Wery 83' |               | 5' Wim Wisse |

## Statistieken BVV 1961/1962

### Eindstand BVV in de Nederlandse Eerste divisie A 1961 / 1962
| Stand | Gespeeld | Gewonnen | Gelijk | Verloren | Punten | Doelpunten voor | Doelpunten tegen |
| ----- | -------- | -------- | ------ | -------- | ------ | --------------- | ---------------- |
| 15e   | 34       | 10       | 5      | 19       | 25     | 46              | 63               |

### Topscorers
| #                    | Naam              | Goal |
| -------------------- | ----------------- | ---- |
| 1.                   | Gerard Schuurman  | 9    |
| 2.                   | Wim Heijmans      | 7    |
| 2.                   | Ben van der Plas  | 7    |
| 2.                   | Wim Wisse         | 7    |
| 5.                   | Wim van Helvoort  | 4    |
| 5.                   | Nees Kerssens     | 4    |
| 5.                   | Ben Klerks        | 4    |
| 5.                   | Daan Netten       | 4    |
| 9.                   | Mari van Bergen   | 1    |
| 9.                   | Jan van Beurden   | 1    |
| 9.                   | Pierre van Dalsen | 1    |
| 9.                   | Denis             | 1    |
| 9.                   | Piet van Overbeek | 1    |
| Onbekende doelpunten |                   |      |
| –                    | Onbekend          | 3    |
| Totaal               | Totaal            | 46   |

| #      | Naam      | Goal |
| ------ | --------- | ---- |
| 1.     | Wim Wisse | 1    |
| Totaal | Totaal    | 1    |